# جلال رفكاي
جلال رفكاي (24 أبريل 1984 ببندر أنزلي في إيران - ) هو لاعب كرة قدم إيراني في مركز الهجوم. شارك مع منتخب إيران لكرة القدم. أما مع النوادي، فقد لعب مع نادي ذوب آهن أصفهان ونادي ملوان.

## وصلات خارجية
- جلال رفكاي على موقع قاعدة بيانات كرة القدم.إي يو (الإنجليزية)
- جلال رفكاي على موقع ناشيونال فوتبول تيمز (الإنجليزية)